# Ahvenjärvet (Karesuando socken, Lappland)
Ahvenjärvet är en sjö i Kiruna kommun i Lappland och ingår i Torneälvens huvudavrinningsområde. Sjön har en area på 0,0707 kvadratkilometer och ligger 417,6 meter över havet.

## Delavrinningsområde
Ahvenjärvet ingår i det delavrinningsområde (759004-176762) som SMHI kallar för Mynnar i Myllyjoki. Medelhöjden är 415 meter över havet och ytan är 9,24 kvadratkilometer. Det finns ett avrinningsområde uppströms, och räknas det in blir den ackumulerade arean 14,64 kvadratkilometer. Koulusjoki som avvattnar avrinningsområdet har biflödesordning 5, vilket innebär att vattnet flödar genom totalt 5 vattendrag innan det når havet efter 465 kilometer. Avrinningsområdet består mestadels av skog (38 procent) och sankmarker (60 procent). Avrinningsområdet har 0,18 kvadratkilometer vattenytor vilket ger det en sjöprocent på 1,9 procent.